# Őcsény
Őcsény est un village et une commune du comitat de Tolna en Hongrie.